# AspectC++
AspectC++ — аспектно-ориентированное расширение языка C++, программа, написанная на C++ является валидной программой на AspectC++. По синтаксису и семантике похож на AspectJ. Существует свободный транслятор в язык C++.

## Пример
```
aspect
 
Tracer

{
 

   
advice
 
call
(
"% %Iter::Reset(...)"
)
 
:
 
before
()

   
{

      
cerr
 
<<
 
"about to call Iter::Reset for "
 
<<
 
JoinPoint
::
signature
()
 
<<
 
endl
;

   
}

};

```

Tracer выведет сообщение перед каждым вызовом Reset для классов, заканчивающихся на Iter .